# Forêt ancienne du Lac-de-l'Écluse
La forêt ancienne du Lac-de-l'Écluse est un écosystème forestier exceptionnel située près du lac du même nom à Val-des-Bois en Outaouais.  Cette forêt est incluse dans la réserve faunique de Papineau-Labelle.  Elle a pour mission de protéger une érablière à bouleau jaune n'ayant subi aucune perturbation par le feu, les maladies ou l'homme depuis plusieurs centaines d'années.  Certains bouleaux jaunes auraient plus de 400 ans et un diamètre de plus de 1 mètre.  Il s'agit de la plus grande forêt feuillue ancienne du Québec.